# TT170
La tombe thébaine TT 170 est située à Cheikh Abd el-Gournah, dans la nécropole thébaine, sur la rive ouest du Nil, face à Louxor en Égypte.
C'est la sépulture de Nebmehyt, scribedes recrues au Ramesséum dans le domaine d'Amon, durant le règne de Ramsès II,.